# فرايزنغ
فرايزنغ (بالألمانية: Freising) هي بلدة ألمانية تقع في ألمانيا تابعة لمقاطعة بافاريا و تقع شمال مدينة ميونخ في منطقة فرايزنغ.

## المدن التوأمة
مدن Obervellach، سان كانديدو، Maria Wörth، Waidhofen an der Ybbs، Arpajon و شكوفجا لوكا هي مدن توأمة لـفرايزنغ.

## أعلام
- ماكسيميليان هاس
- فرديناند بدر
- بريجيت فاغنر
- ماكسيميليان ويتك
- توماس هاغن
- ألويس ويبر